# Zbožštění

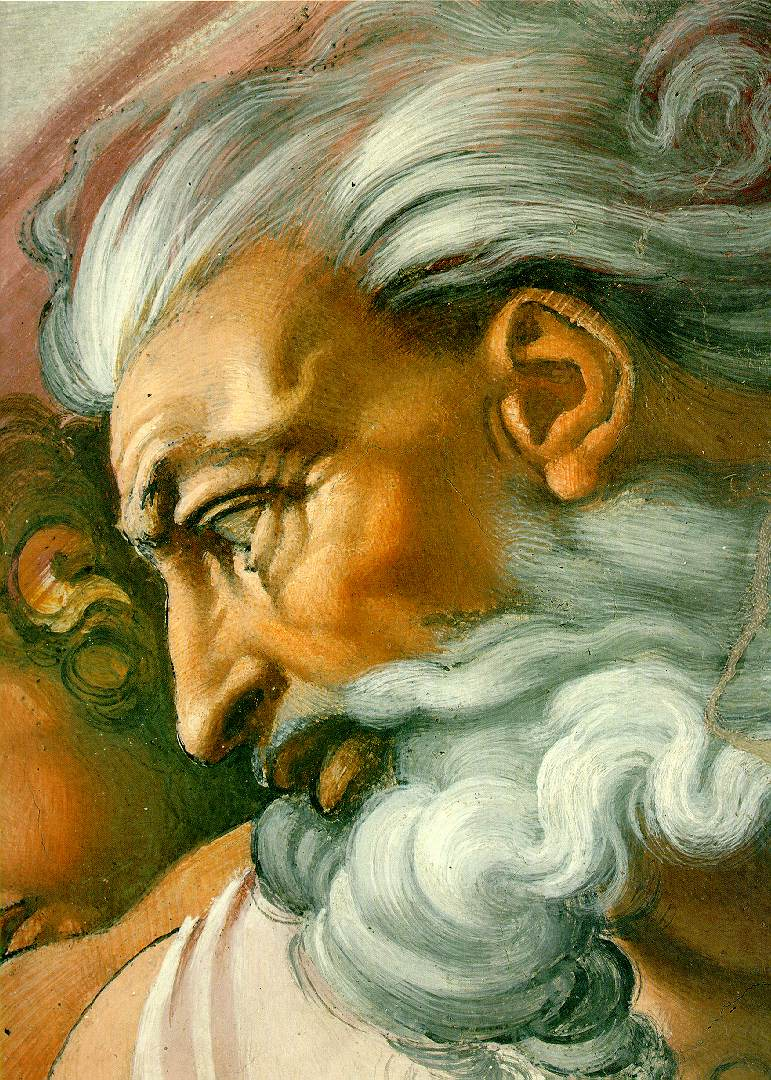
Zbožštění je podle mnohých náboženství dar od bohů (nebo Boha)

Zbožštění (z řeckého theosis) je proces, kterým se podle některých filozofií a náboženství člověk stává bohem. Někdy se tomuto procesu také říká exaltace nebo oslavení.
Ideu zbožštění jako transformačního procesu (řecky apotheosis; latinsky deificatio) nacházíme v tradičních šamanistických kultech, starověkých polyteistických státech i klasických monoteistických systémech, stejně jako ve starověkých i moderních filozofických školách.

## Terminologie

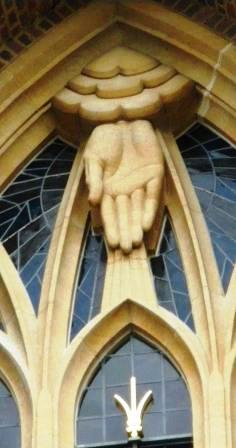
Natažená ruka z nebe je častým uměleckým zpodobněním nabídky exaltace

V řečtině se pro zbožštění člověka užívá řada výrazů, mezi nimi tyto dva: theopoiésis a theósis. Slovo theopoiésis je odvozeno od slovesa theopoieó (činím bohem), kterým raní křesťanští autoři označovali prohlášení za boha a splynutí s bohem v pohanském i křesťanském prostředí. Čeština má s pojmem „zbožštění“ problémy. Slovník spisovného jazyka českého, který vycházel v letech 1958–1971, uvádí u slovesa „zbožštiti“ tyto významy:
a) učinit předmětem úcty prokazované bohu; zbožnit. Uvádí příklady: zbožštění člověka, zbožštěné zvíře.
b) knižně: povýšit na boha.
K znovunalezení zasutých významů náboženských slov došlo v české vědě po
roce 1989. Aby se vyhnulo terminologickému zmatku v religionistice a
teologii, ujal se například počeštěný výraz anglického deification – deifikace, původně z latinského deificatio, což je zřejmě ekvivalent řeckého theopoiésis.

## Historie
Náboženská idea zbožštění člověka se poprvé neobjevuje v křesťanství, ale své první výskyty má už u starořeckých básníků, v orfismu, mystériích, u Platóna, u stoiků a gnostiků. V pohanském prostředí se po vzniku křesťanství rozvijí hlavně ve středoplatónismu a v novoplatónismu, jak jsme to mohli vidět na příkladu hermetického pojednání Asclepius. Křesťanské pojetí zbožštění se od pohanského diametrálně liší a církevní Otcové v raném období s pohanským (zvláště s gnostickým) pojetím zbožštění člověka polemizovali.

## Křesťanství

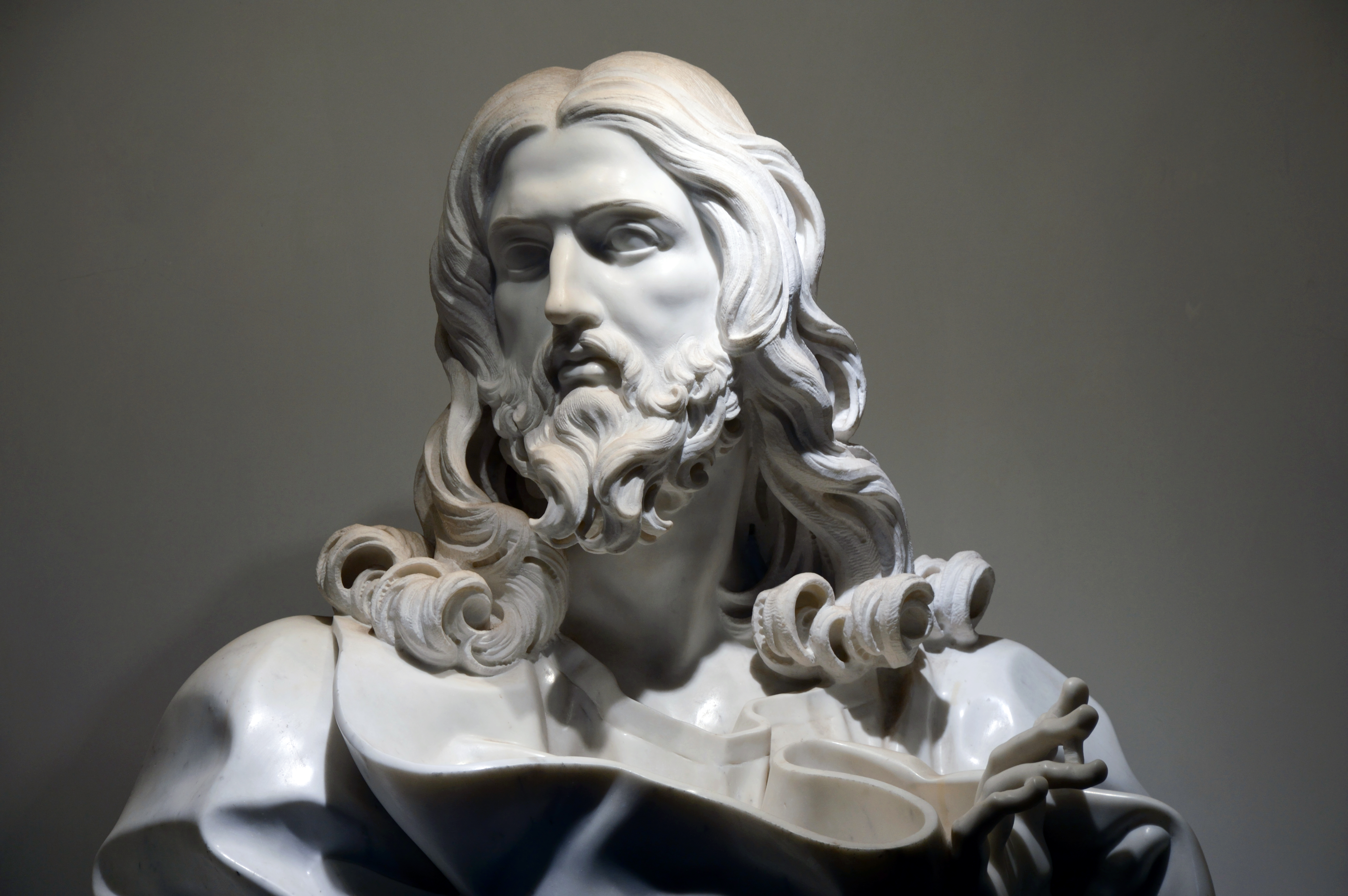
Podle nauky o theosi Ježíš Kristus svým vtělením otevřel lidem proces zbožštění

Ideje charakteristické pro myšlenku zbožštění nalézáme již v Starém zákoně (Genesis 1:27; Žalm 82:6-7). V Novém zákoně se spojují s osobou vtěleného Boha a vyskytují se zvláště v janovských (Jan 10:34; 1.list Janův 5:4–5, Janovo zjevení 2:7–11) a Pavlových spisech (List Římanům, 8.kapitola; 1.list Korintským 15:42–49; 2.list Korintským 3:17–18; Filipským 2:6; Galatským 4:4–9; List Židům 3:14, 6:4,12:10), ale též v Druhém listu apoštola Petra (2 Pt 1:4).

### Církevní otcové
Církevní Otcové vycházeli při učení o zbožštění člověka
z následujících událostí: (i) stvoření člověka podle obrazu a
podobenství Božího; (ii) vtělení Božího Logu v člověku; (iii) možnost
účasti člověka na Bohu ve Svatém Duchu. Idea zbožštění člověka je pak u těchto Otců oscilací mezi myšlenkou
naprosté nedosažitelnosti a nepoznatelnosti Boží podstaty a myšlenkou o
jisté spřízněnosti člověka s Bohem prostřednictvím naší i jeho duchovní
přirozenosti.

#### Irenaeus (115–202 n. l.)
Jeden z prvních zastánců theose v 2. století n. l. byl Irenaeus (nebo také Irenej) z Lyonu, který žil v letech 115–202 n. l. Tento muž je nazýván nejvýznamnějším křesťanským teologem 2. století. Byl biskupem v galském Lugdunu, dnešním Lyonu. V mládí se učil přímo od smyrenského biskupa Polykarpa, který byl podle mnohých učedníkem samotného apoštola Jana.
Ireaneus pracoval jako usilovný křesťan své doby. Během sporu o datum slavení Velikonoc naléhal na papeže Viktora, který exkomunikoval asijské církve, aby se s nimi smířil a nastolil znovu vzájemné společenství. Nakonec zemřel jako mučedník, jehož svátek slaví katolická církev 28. června.
Myšlenku theose vyjadřuje Irenej například ve svém díle Proti herezím („Adversus haereses“), kde píše: „Nebyli jsme učiněni bohy od počátku, ale nejprve obyčejnými lidmi, a teprve po delší době bohy.“ Ve stejném díle dále říká, že člověk se v plnosti slávy nestane pouze nějakým andělem, skutečným bohem. „Procházejíc okolo andělů, abychom byli učiněni v podobě Boha.“

#### Justin Mučedník (100–165 n. l.)

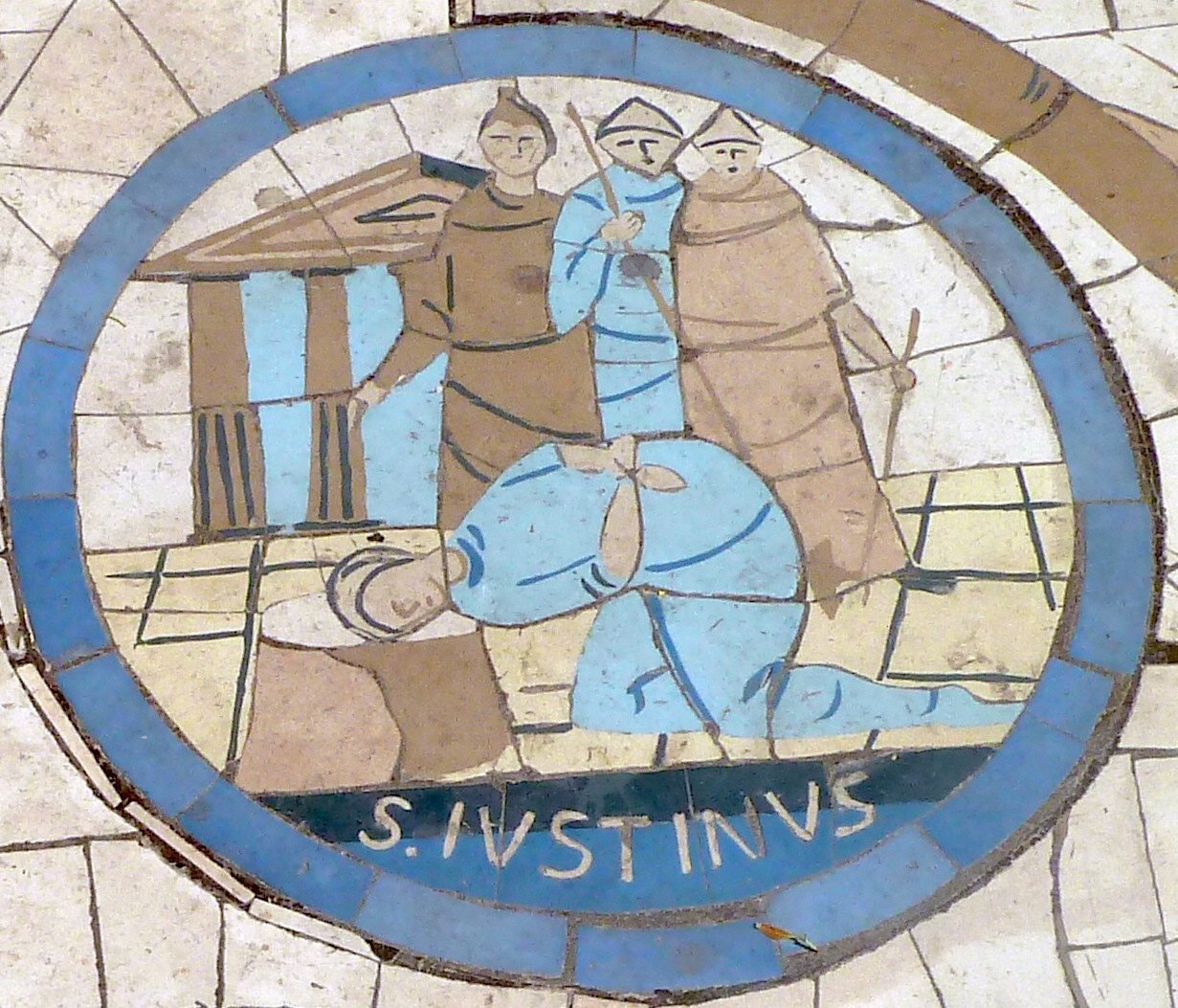
Justin Mučedník – jeden z učitelů theose druhého století n. l.

Justin, zvaný Mučedník či Martyr, byl řecký křesťanský teolog a filozof, jeden z církevních Otců a svatý katolické církve. Zemřel mučednickou smrtí za vlády Marka Aurelia. Justin ve svém díle Dialog s Židem Tryfónem tvrdí, že „jsme učiněni bohy, osvobozeni od utrpení a smrti“. V tom samém díle také obhajuje myšlenku, že „jsme hodni toho stát se bohy a získat Moc, abychom se mohli stát plnohodnotnými syny Nejvyššího“.

#### Klement Alexandrijský (160–200 n. l.)
Klement Alexandrijský je proslulý církevní spisovatel, jenž se řadí mezi církevní Otce a je považován za prvního člena církve v Alexandrii, jehož známe jménem. Zároveň patří mezi nejvýznamnější řecky píšící křesťanské učitele starověku. Byl katolickou církví považován za světce, ale kvůli tomu, že jej pro obhajobu svých názorů často používali stoupenci protestantské reformace, byl roku 1584 vyškrtnut z římského kalendáře svatých. I přesto je dodneška ceněn za svou službu a za svá díla.
Klement ve svých dílech obhajuje oslavení člověka a zásluhu Ježíše Krista na této přeměně. Ve třetím ze svých dochovaných děl, Strómata (Στρωματεῖς Strómateis „Koberce”), vysvětluje spojitost mezi řeckou filozofií a křesťanstvím. Božskou inspiraci, danou lidstvu skrze starověké filozofy, bral jako „vlákna v koberci“, která se proplétala Kristovo naukou.
V této knize zcela explicitně mluví o exaltaci a množství Kristu podřízených bohů, když říká: „Jsme předurčeni k tomu, abychom seděli na trůnech spolu s ostatními bohy, kteří byli na své místo jako první dosazeni Spasitelem.“
Ten samý Klement Alexandrijský v druhém ze svých děl, Učitel (Παιδαγωγός Paidagógos), mluví o věčném osudu těch, kteří spravedlivě následují Boha a věří v něj celým svým srdcem, myslí i duší „Znaje Boha, bude učiněn takový jako je Bůh…“ a dodává: „Člověk bude moci být učiněn Bohem, neboť Bůh si to tak přeje.“

#### Hippolyt Římský (170–236 n. l.)
Hippolyt byl žákem Ireneje z Lyonu (existuje tedy linie od apoštola Jana, přes Polykarpa a Ireneje až po tohoto muže) a je považován za nejdůležitějšího církevního Otce Západu této doby. Církev ho prohlásila za svatého a jeho svátek slaví 13. srpna (východní církev 10. srpna). Ve svém dílu Philosophumena Hyppolyt píše: „A staneš se společníkem Božstva a spolu-dědicem Krista… protože jsi se stal Bohem… a byl jsi zbožštěn / oslaven a počat k nesmrtelnosti.“

#### Cyprián z Kartága (3. století n. l.)
Svatý Cyprián, vlastním jménem Thascius Caecilius Cyprianus, byl biskup Kartága a důležitý starověký křesťanský spisovatel, církevní Otec. Narodil se na začátku 3. století v severní Africe, zřejmě v Kartágu, kde též získal dobré vzdělání. Zemřel jako mučedník při Valerianově pronásledování 14. září 258. Katolická církev slaví jeho svátek 16./17. září.
Cyprián napsal ve své knize De idolorum vanitate – O marnosti model: „Takový, jaký je nyní Kristus, budeme i my křesťané, pokud jej budeme napodobovat.“

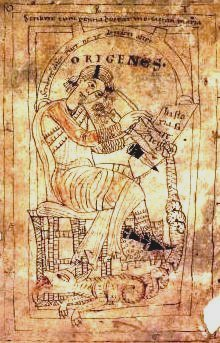
Origenes – církevní otec i kacíř

#### Origenés (3. století n. l.)
Origenés platí za kontroverzního křesťanského myslitele, přesto jsou však jeho díla významná. V Komentáři k Janovi napsal: „Pravý Bůh (Otec) je naším Bohem, a ti, kteří jsou stvořeni podle jeho Obrazu, jsou bohové…“

#### Svatý Atanáš Alexandrijský (asi 295 – 2. května 373)
Svatý Atanáš je jednou z nejvýznamnějších osobností křesťanského starověku. Řehoř Naziánský jej nazval „sloupem církve“ a jeho potomci ho obdařili přízviskem „Veliký“. Atanáš ve svém díle 4 promluvy proti Ariánům zcela výstižně napsal: „Bůh se narodil v těle proto, abychom mohli i my býti učiněni bohy.“

#### Další církevní otcové
Myšlenky theose bychom mohli najít i u dalších církevních otců a raných křesťanských myslitelů: Basila z Ceasareje (který učil, že „stát se bohem“ je nejvyšším cílem každého z nás), Řehoře z Nazianzu nebo svatého Augustina, který se vyjádřil například takto: „Jelikož jednorozený Syn Boží chtěl, abychom měli účast na jeho božství, přijal naši přirozenost, stal se člověkem, aby lidi udělal bohy.“

### Katolická církev
Římskokatolická církev má theosi neboli zbožštění kodifikované ve svém katechismu. V bodě 460 se píše: „Jednorozený Boží Syn, chtěje nás učinit účastnými svého božství, vzal na sebe naši přirozenost, aby, když se stal člověkem, z lidí učinil bohy“ (Tomáš Akvinský). V tom samém paragrafu se píše také: „Vždyť Boží Syn se stal člověkem, aby nás učinil Bohem“ (sv. Atanáš).

#### Jan Pavel II.
Papež Jan Pavel II. ve svém listu Orientale lumen (Světlo z Východu) obsáhle mluví o východních křesťanech a jejich chápání theose/zbožštění, když říká: „Východní teologie přisuzuje celkem zvláštní postavení Duchu svatému při zbožšťovaní, a především při svátostech: mocí Ducha svatého, který přebývá v člověku, se již zde na zemi začíná proces zbožšťování, stvoření se přeměňuje a nastoluje se Boží království.“
Dále ve své encyklice píše: „Nauka kapadockých Otců o zbožšťovaní přešla do tradice všech východních církví a je součástí jejich společného dědictví. Toto se dá shrnout v myšlence, kterou již na konci 2. století vyjádřil sv. Irenej: Bůh se stal synem člověka, aby se člověk mohl stát Božím synem. Tato teologie zbožštění zůstává jedním z objevů zvlášť vzácných východnímu křesťanskému myšlení.“

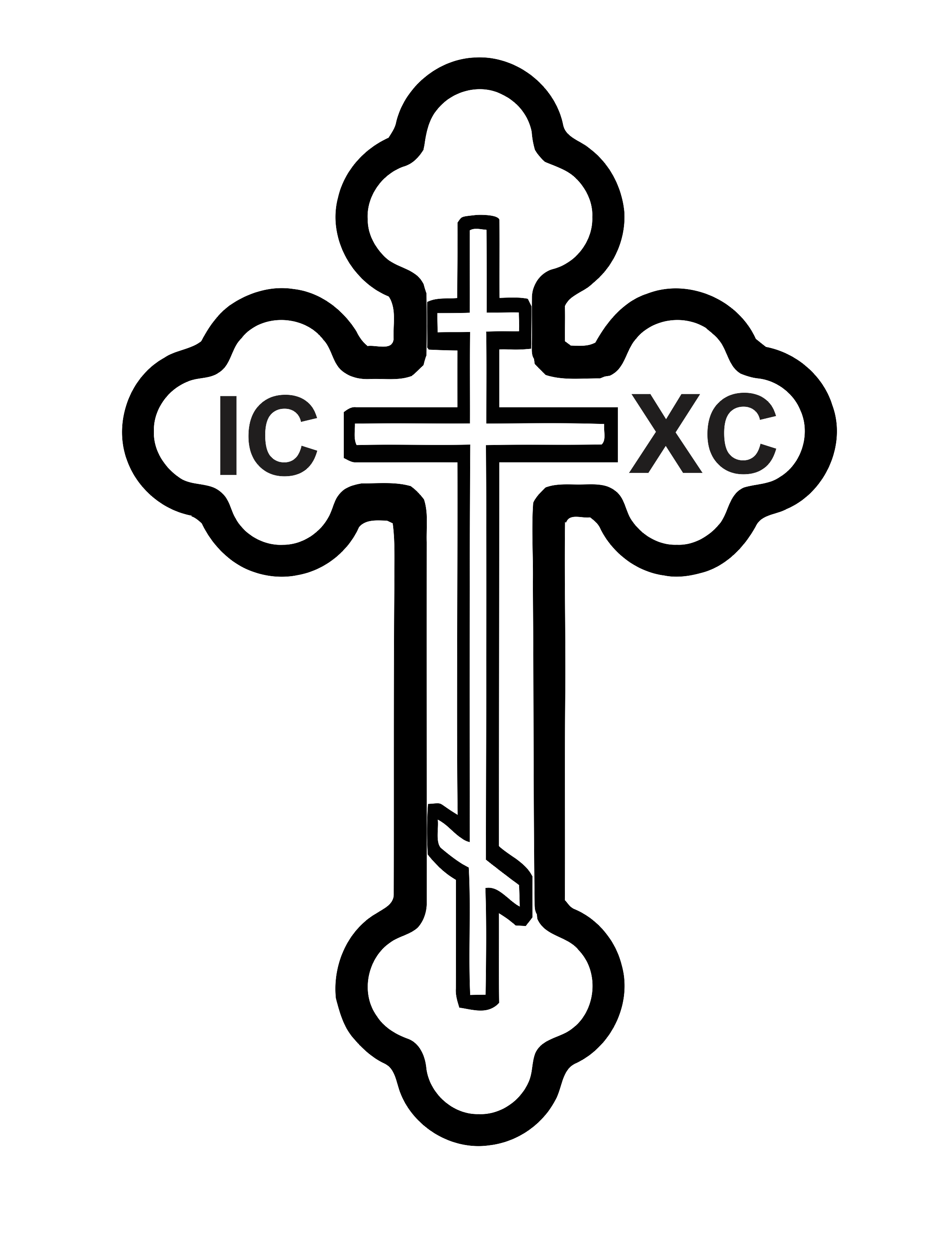
Pravoslavný trojičný kříž je symbolem cesty k božství

### Pravoslavná církev
Pravoslaví užívá principu theose mnohem silněji, než římskokatolická církev. I když tento termín vychází z pohanského – novoplatónského prostředí, východní teologie jej časem přijala do své terminologie, jako nejlepší vyjádření toho, jakým způsobem dochází ke spáse každého z nás. Podle pravoslaví platí, že „vtělené Slovo Boží se stalo člověkem, Syn Boží synem člověka, aby tím umožnil člověku pochopit Syna Božího, stát se adopcí synem Božím“. Jinými slovy, pravoslaví věří, že „On se stal člověkem, abychom se my stali bohy. Zjevil sebe skrze tělo, abychom i my přijali poznání neviditelného Otce. Snesl urážky lidí, abychom měli podíl na neporušitelnosti.“
Bez pochopení pojmu theosis je těžké porozumět řecké (patristické) soteriologii (nauce o spáse a vykoupení), christologii (nauce o Kristu), pneumatologii (nauce o Duchu svatém), triadologii (nauce o Trojici) ani antropologii (nauce o člověku). Idea zbožštění podstatně formovala východní spiritualitu a asketiku. Pro pravoslavného věřícího není theosis abstraktní myšlenkovou představou, nýbrž úhelník teologie a života.
Současný řecký teolog Andreas Theodoros popisuje pravoslavnou víru v theosi takto: „Když hovoříme o zbožštění, máme tím na mysli etické osvícení a proměnění lidské přirozenosti, poprvé proměněné ve Spasiteli, ke kterému došlo po sjednocení lidské přirozenosti s Bohem v Trojici.“

### Anglikánská církev
Myšlenka lidské účasti na Boží přirozenosti je jedním z klíčových motivů knihy C. S. Lewise K jádru křesťanství (Mere Christianity): "Příkaz `buďtež dokonalí` není žádné idealistické řečnění do větru. Ani to není příkaz, abychom se pokoušeli o nemožné. [Kristus] nás promění v bytosti, které takový příkaz mohou uposlechnout. ... Dáme-li mu prostor ..., učiní i z těch nejslabších a nejšpinavějších z nás bohy či bohyně, oslnivé, zářící, nesmrtelné bytosti, skrz naskrz prodchnuté ... energií, radostí, moudrostí a láskou... Ti, kdo se mu svěří do rukou, se stanou dokonalými, jako je on – dokonalými v lásce, moudrosti, radosti, kráse a nesmrtelnosti."

### Mormonismus
Zakladatel mormonismu Joseph Smith tvrdil, že myšlenka theose (exaltace) je součástí původního evangelia Ježíše Krista, které je nutné znovuzřídit. Mormonská nauka učí, že Bůh nebes („Bůh Otec“) kdysi žil na jiné planetě jako obyčejný člověk a skrze proces oslavení dosáhl božství. To samé nyní tento bůh učí svoje děti.